# David Lovering
David Lovering(n. 6 decembrie 1961) este un cântăreț și magician de origine americană. Este cel mai bine cunoscut pentru faptul că este toboșarul formației Pixies, căreia i s-a alăturat în 1985. După ce formația s-a desființat în anul 1993, Lovering a cântat la baterie împreună cu formații precum The Martinis Cracker, Nitzer Ebb, și Tanza Donelly. Pe lângă muzică, Lovering și-a făcut și o carieră de magician. În cariera sa de magician, este cunoscut sub numele de The Scientific Phenomenalist, deoarece interpretează piese pe teme de experimente științifice în special legate de fizică. Când Pixies s-a reunit în 2004, Lovering a revenit la cariera muzicală, și totodată redevenind toboșarul formației Pixies.
În calitate de baterist, Lovering are influențe luate de la numeroase formații, fiecare de gen diferit, printre care se numără și Rush și Steely Dan. Cariera s-a muzicală a început când Pixies erau lăudați de către jurnaliști. Autorul Ben Sisario spune despre Lovering că este „un important membru” al formației deoarece stilul său a dat o mobilitate de bază cântecelor lui Black Francis.

## Biografie

### Tinerețea și studiile
David Lovering s-a născut în Burlington, Massachusetts. A învățat să cânte la tobe în perioada adolescenței sale, când era în formația școlii. După spusele prietenului său John Murphy, lui Lovering îi plăcea mereu să cânte la tobe. În liceu Lovering avea trei mari vise care dorea să le împlinească și anume: să cânte într-o formație rock, să fie un inginer electric, și să facă un turneu cu formația sa favorită și anume Rush. După absolvirea liceului, Lovering a urmat studii de inginerie electrică la Institutul de Tehnologie Wentworth din Boston. Când a terminat studiile superioare, și-a luat o slujbă alături de Murphy la magazinul radioului Radio Shack, unde și făceau farse. Un incident de acest fel a fost atunci când Lovering a pus alarma de securitate să păzeazcă toaleta. . După absolvirea institutului Wentworth, și primirea diplomei, Lovering și-a luat o slujbă unde construia lasere, însă chiar și cu această slujbă Lovering a continuat să interpreteze alături de formații din oraș precum Iz Wizzard și Riff Raff. Lovering avea influente mari în mare parte influențe de la formații printre care se numără și Steely Dan, Led Zeppelin, și Devo.